# Cercle d’il·luminació
El cercle d'il·luminació és la secció del con de llum, generat per una lent, que es projecta al pla focal, a conseqüència de la intersecció entre el feix de llum i la superfície plana perpendicular. En altres paraules, el cercle d'il·luminació és l'àrea il·luminada per la llum projectada al pla focal.
La il·luminació d'aquest cercle és menor cap a les bores, al principi gradualment i després molt dràsticament. A més a més, la definició de la imatge en aquest cercle es deteriora des del centre cap a les bores degut a la presència d'aberracions a les lents.
La denominació del cercle d'il·luminació prové de la forma circular de l'àrea il·luminada que es projecta al pla focal de la lent. No obstant això, aquesta àrea no és sempre circular. Les lents anamòrfiques, com també les lents amb built-in baffles, i altres lents, poden il·luminar una àrea diferent a un cercle.